# Xayban Àhmad ibn Tulun
Abu-l-Munàqib Xayban Àhmad ibn Tulun (àrab: أبو المناقب شيبان أحمد بن طولون, Abū l-Munāqib Xaybān Aḥmad ibn Ṭūlūn), més conegut com a Xayban Àhmad ibn Tulun (segle x), emir tulúnida d'Egipte, durant uns pocs dies de l'any 904, fins que el califa abbàssida va recuperar el control de la província díscola.